# Werner Giger
Werner Giger (17 april 1949 - Hämeenlinna, 31 juli 1974) was een Zwitsers motorcoureur. Zijn beste seizoen was dat van 1973, toen hij met een opgeboorde Yamaha TZ 350 vierde werd in het 500 cc wereldkampioenschap.
Werner Giger verongelukte op 31 juli tijdens de training voor de 750 cc Prijs van de FIM in het Finse Hämeenlinna. Op de natte baan kwam hij ten val en hij overleed in de ambulance onderweg naar het ziekenhuis.

## Grand Prix wegrace resultaten
| Jaar | Klasse | Merk   | 1     | 2      | 3     | 4     | 5     | 6     | 7     | 8     | 9     | 10    | 11    | 12    | Punten | Plaats | Overwinningen |
| ---- | ------ | ------ | ----- | ------ | ----- | ----- | ----- | ----- | ----- | ----- | ----- | ----- | ----- | ----- | ------ | ------ | ------------- |
| 1973 | 250 cc | Yamaha | FRA - | OOS 10 | DUI - |       | IOM - | JOE - | NED - | BEL - | TSJ - | ZWE - | FIN - | SPA 5 | 7      | 27e    | 0             |
| 1973 | 500 cc | Yamaha | FRA - | OOS 6  | DUI 2 |       | IOM - | JOE 5 | NED 6 | BEL - | TSJ - | ZWE 5 | FIN 7 | SPA 3 | 44     | 4e     | 0             |
| 1974 | 350 cc | Yamaha | FRA - | DUI -  | OOS - | NAT 8 | IOM - | NED - |       | ZWE - | FIN 6 |       | JOE - | SPA - | 8      | 27e    | 0             |
| 1974 | 500 cc | Yamaha | FRA - | DUI -  | OOS - | NAT 7 | IOM - | NED 9 | BEL - | ZWE 7 | FIN 8 | TSJ - |       |       | 13     | 17e    | 0             |